# ビーマップ
株式会社ビーマップは、東京都千代田区に本社を置くシステムインテグレーターである。鉄道・通信・放送のような既存の社会インフラと、革新を続けるIT技術との間の橋渡しを行うモバイルシステムインテグレーターとして創業した。

## 沿革
- 1998年9月4日 - 設立。「JRトラベルナビゲータ」の提供開始。
- 2002年1月 - ナスダック・ジャパン（現：JASDAQ グロース市場）に上場。
- 2004年4月 - 「b-Walker」の提供開始。
- 2005年7月 - 株式会社フレームワークスタジオを連結子会社化。
- 2006年1月 - 株式会社アイ・オー・データ機器、株式会社プロジェクトとの共同出資で株式会社エム・データ設立。
- 2006年5月 - テレビ情報検索システム提供開始。
- 2006年11月 - フォーマイスターズ・システムコンサルティング株式会社を連結子会社化。
- 2007年1月 - 株式会社インフォエックスを連結子会社化。
- 2009年10月 - フォーマイスターズ・システムコンサルティング株式会社の全株式を同社代表者に譲渡。
- 2009年12月 - 株式会社インフォエックスの全株式を同社代表者に譲渡。
- 2012年3月 - 株式会社フレームワークスタジオの全株式を譲渡。子会社が消滅。
- 2015年5月 - 株式会社こんぷりんを設立。

## 事業内容
- ナビゲーション事業
  - 交通関連サービス：ジェイアール東日本企画と共同で時刻表・路線検索サービス「JRトラベルナビゲータ」を企画・運営
  - 位置情報・ナビゲーションサービス：ドライブプラン作成サイト「びあはーる」、法人向け最適ルート案内サービス「b-Walker」の運営
- ワイヤレス・イノベーション事業
  - 無線LAN事業：スマートフォンユーザーが近づくと自動的に広告等の情報を発信可能な「スマートプッシュ」等
- ソリューション事業
  - カメラ映像閲覧サービス：監視カメラの映像を遠隔で再生・検索するサービス
  - TVメタデータ配信サービス：テレビ番組データ上の必要な情報を検索するサービス等の運営
  - O2O2O
  - webサービス・ソフトウェア開発